# Jorge Molina Valdivieso
Jorge Molina Valdivieso (Talcahuano, 16 de febrero de 1932) es un abogado y político chileno, miembro del Partido por la Democracia (PPD). Entre 1990 y 1994 se desempeñó como diputado por el distrito N.º 12.

## Estudios
Los estudios primarios los realiza en el Colegio de los Padres Franceses de Viña del Mar, mientras que los secundarios en el Liceo Manuel de Salas. En 1948 es elegido presidente de la Federación de Estudiantes Secundarios de Chile. 
Finalizada su etapa escolar, ingresa a la Facultad de Derecho de la Pontificia Universidad Católica de Valparaíso, donde obtiene el título de Abogado.

## Abogado y dirigente político
Inicia sus actividades políticas en la época universitaria al ser electo presidente de la Federación de Estudiantes de su casa de estudio.
En otro ámbito, se desempeña como rector subrogante de la Universidad Católica de Valparaíso, entidad en la que también es secretario general.
Fue parte de la Democracia Cristiana y en 1969 se presentó como candidato a senador por Valparaíso, donde no resultó elegido. Meses después se sumó al Movimiento de Acción Popular Unitaria.
Entre 1973 y 1977 ejerce como abogado del Comité por la Paz, organización que luego se denomina Vicaría de la Solidaridad. En 1983 participa como dirigente de la Alianza Democrática, representando a la Convergencia Socialista y al MAPU Campesino. Es uno de los gestores del Acuerdo Nacional Democrático.
Asimismo, asume la presidencia del "Grupo de los 24" y la directiva del Instituto por la Democracia Municipal, Indemu. En 1987 interviene como corredactor del documento Bases de sustentación del régimen democrático, que da origen al Comité por Elecciones Libres y, posteriormente, al Comando del NO y a la Concertación de Partidos por la Democracia.
Luego, ingresa al Partido Socialista de Chile, llegando a ocupar la secretaría general. Dentro de esta colectividad, se destaca por ser uno de los fundadores del Movimiento Convergencia Socialista. Años después se integró al Partido por la Democracia.

## Diputado
En 1989 es electo diputado por la Región de Valparaíso, distrito N.°12 (Olmué, Limache, Villa Alemana y Quilpué), correspondiente al período de 1990 a 1994. Integra las Comisión de Constitución, Legislación y Justicia.

## Historial electoral

### Elecciones parlamentarias de 1969
- Elecciones parlamentarias de 1969 a Senador por la Tercera Agrupación Provincial, Valparaíso y Aconcagua[1]

### Elecciones parlamentarias de 1989
- Elecciones parlamentarias de 1989 a Diputado por el Distrito 12 (Limache, Olmué, Quilpué y Villa Alemana) [2]

### Elecciones parlamentarias de 1993
- Elecciones parlamentarias de 1993 a Diputado por el Distrito 13 (Valparaíso, Isla de Pascua y Juan Fernández)[3]

### Elecciones parlamentarias de 1997
- Elecciones parlamentarias de 1997 a Senador por la Circunscripción 16, Los Lagos Norte [4]